# Palác Milesi ve Splitu
Palác Milesi je klasicistní palác v centru chorvatského Splitu. Nachází se na náměstí Trg braće Radić 7 v historické části města. 

## Historie
Palác z druhé poloviny 17. až 18. století je zapsán jako nemovitá kulturní památka pod značkou Z-4896 – samostatná chráněná kulturní památka, klasifikovaný jako světské architektonické dědictví.
V interiéru paláce se nachází významný barokní krb, který je evidován jako samostatná nemovitá kulturní památka.